# Flabellum ongulense
Espèce
Statut CITES
Flabellum ongulense est une espèce de coraux appartenant à la famille des Flabellidae.